# NGC 1741
NGC 1741 = Arp 259 ist ein etwa 176 Millionen Lichtjahre von der Milchstraße entferntes wechselwirkendes Galaxienpaar (NGC 1741A & B) im Sternbild Eridanus. Es ist Teil der Hickson Compact Group HCG 31.
Halton Arp gliederte seinen Katalog ungewöhnlicher Galaxien nach rein morphologischen Kriterien in Gruppen. Diese Galaxie gehört zu der Klasse Galaxien mit unregelmäßigen Klumpen.
Das Objekt wurde am 6. Januar 1878 von Édouard Jean-Marie Stephan entdeckt.